# Грб општине Богатић
Амблем Богатића је усвојен 8. септембра 2009. године, заменивши претходни. На седници Скупштине општине истакнуто је:
"Усвојен је нови симбол општине, чија је основа грб који је важио до 2003. године. Штит са потковицом у зеленој боји која са пшеницом и кукурузом симболизује пољопривреду као претежну делатност становништва, уз препознатљиви споменик изгинулим борцима свих досадашњих ратова додати су коњи,  вековна љубав и преокупација Мачвана и здање некадашњег мачванског среза сада општинске скупштине."

## Стари грб
Богатић је између 2003. и 2009. године користио грб који се састојао од: плавог штита са златним пропетим лавом и параферналијама, златном поједностављено приказаном круном, гајтаноликим украсима, венцем пшенице у стопи грба, као и ленте са натписима: 1381 (над круном) и БОГАТИЋ на ленти испод штита.